# Kemi Adetiba
Kemi Adetiba (Lagos, 8 de enero de 1980) es una cineasta, directora de videos musicales y de televisión nigeriana cuyas obras aparecieron en Channel O, MTV Base, Soundcity TV, BET y Netflix.

## Primeros años
Nacida en Lagos el 8 de enero de 1980, Kemi Adetiba apareció por primera vez en los medios cuando protagonizó dos comerciales nacionales para la marca de detergentes OMO. Con esta acción siguió los pasos de su padre, Dele Adetiba, que ya tenía más experiencia en la publicidad y en las compañías de difusión mediática.

## Carrera
Adetiba inició su actividad profesional como presentadora de radio en Rhythm 93.7 FM Lagos, donde participó en dos programas del sindicato nacional: Soul’d Out y Sunday at the Seaside. También comenzó a subir remixes personales a varias aplicaciones, como Spotify y Soundcloud de forma anónima, bajo el seudónimo de «hule». Luego, empezó a aparecer en la televisión por producir y presentar algunos programas en Mnet, entre los que se cuentan Studio 53, Temptation Nigeria, que presentó junto a Ikponmwosa Osakioduwa. Además, fue la presentadora de Maltina Dance All, de Soundcity TV, durante tres temporadas.
Adetiba se formó en el Escuela de Cine de Nueva York. Su cortometraje Across a Bloodied Ocean fue presentado en 2009, en Festival de Cine Panafricano y en el National Black Arts Festival. El 8 de septiembre de 2016, la primera película de Kemi Adetiba, The Wedding Party —una comedia romántica— se estrenó en el Festival Internacional de Cine de Toronto como el primer largometraje de la sección City-to-City Spotlight.

## Premios y nominaciones
Algunos de los premios que ganó con sus obras fueron el de mejor video femenino, por la canción «Ekundayo» de TY Bello (Soundcity TV Music Video Awards, 2009) y mejor video femenino por la canción «Today na Today» de Omawumi en los Nigeria Entertainment Awards de 2010. También fue nominada en la categoría de mejor directora de videos musicales del año en The Headies de 2014. Ganó el premio del City People Entertainment en la misma categoría en 2015, junto con un premio a la mujer del año en cine y televisión en los HNWOTY Awards.

## Filmografía
- The Wedding Party (2016)
- King of Boys (2018)